# T.J. Haws
T.J. Haws (ur. 3 sierpnia 1995 w Alpine) – amerykański koszykarz, występujący na pozycji rzucającego obrońcy, aktualnie zawodnik Tarnopol TNEU.
W 2014 został wybrany najlepszym zawodnikiem szkół średnich stanu Utah (Utah Gatorade Player of the Year, Utah Mr. Basketball).
22 lipca 2020 dołączył do Trefla Sopot. 19 lipca 2021 został zawodnikiem ukraińskiego Ternopil TNEU.

## Osiągnięcia
Stan na 20 lipca 2021, na podstawie, o ile nie zaznaczono inaczej.
NCAA
- Wicemistrz:
  - turnieju konferencji West Coast (WCC – 2018)
  - sezonu zasadniczego WCC (2020)
- Zaliczony do:
  - I składu:
    - WCC (2017, 2020)
    - najlepszych pierwszorocznych zawodników WCC (2017)

  - II składu WCC (2019)
  - III składu Academic All-American (2020)
  - składu honorable mention WCC (2018)
- Zawodnik tygodnia WCC (18.02.2019, 2.12.2019)
- Lider WCC w:
  - skuteczności rzutów wolnych (2019 – 86,8%)
  - liczbie strat (2017 – 86)